# 蘆田慶治

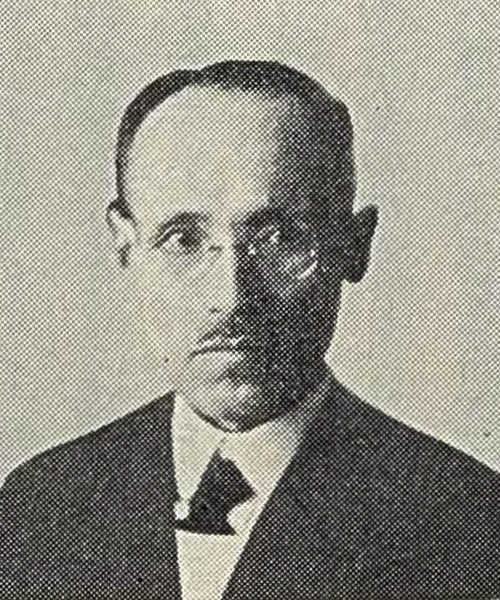
蘆田慶治（1928年）

蘆田 慶治（あしだ けいじ、1867年11月18日（慶応3年10月23日） - 1936年（昭和11年）8月18日）は、戦前日本のキリスト教神学者。

## 経歴
丹波国氷上郡鴨内村（現在の兵庫県丹波市氷上町鴨内）生まれ。幼時に家事の都合で京都に移り、京都府立中学校を卒業する。
1888年（明治21年）に大阪の南美以教会でJ.W.ランバスから洗礼を受け、翌年関西学院神学部に入学する。卒業後の1898年（明治31年）にアメリカへ渡り、ヴァンダービルト大学とイェール大学で学ぶ。1902年（明治35年）に帰国して関西学院神学部で教鞭をとったが、1909年（明治42年）に同志社神学校に移る。間もなく同志社から再び渡米してハーバード大学で研究を重ねる。翌年同志社に復帰して新約聖書神学、のちに組織神学を講じた。大学令によって同志社大学が設立された1920年（大正9年）に文学部長並神学科主任となり、1923年（大正12年）には大塚節治らとともに学術雑誌『基督教研究』を創刊する。
神学的には1931-32年頃までは自由主義の立場に立脚していたが、晩年に至ってバルト主義に転じ、「バルトが出るまでは、神学というものは真実ではなかった」と語った。 1936年（昭和11年）に京都市下鴨の自宅で死去。

## 著書
- 『羅馬書講義』（警醒社、1908年）

## 家族
- 父・芦田英太郎 ‐ 兵庫県出身
- 甥・芦田譲治（1905-） ‐ 慶治の養子となる。理学博士。京都大学理学部教授、日本植物生理学会初代会長、愛媛大学学長。兵庫県出身、京都帝国大学理学部植物学科卒。[9][10][11][12]